# Ekören
Ekören är en ö och en sektorfyr i Lerviksleden norr om Mjölkö i Stockholms skärgård. Fyren byggdes 1913 och är sedan 1986 självförsörjande med energi tack vare solpaneler. Fyren har två ledsektorer, en åt sydväst och en åt nordost.